# Lago Tuendae
Il lago Tuendae è un lago artificiale americano in California. È situato presso il Desert Studies Center a Zzyzx.
Nel piccolo bacino sono state introdotte delle folaghe americane.